# 高山金髮蘚
高山金髮蘚（学名：Polytrichum alpinum）为土馬騣科金髮蘚屬下的一个种。